# Lijst van presidenten van Cuba
Hier vindt u een lijst van de presidenten van Cuba vanaf het jaar 1902.

## Presidenten van Cuba (1902-heden)

### Eerste Republiek van Cuba (1902–1940)
| President | President                                     | Ambtstermijn                        | Bijzonderheden                                                                           |
| --------- | --------------------------------------------- | ----------------------------------- | ---------------------------------------------------------------------------------------- |
|           | Tomás Estrada Palma (1832-1908)               | 20 mei 1902 - 28 september 1906     |                                                                                          |
|           | William Howard Taft (1857-1930)               | 29 september 1906 - 13 oktober 1906 | Waarnemend president namens de Verenigde Staten                                          |
|           | Charles Magoon (1861-1920)                    | 13 oktober 1906 - 28 januari 1909   | Waarnemend president namens de Verenigde Staten                                          |
|           | José Miguel Gómez (1858-1921)                 | 28 januari 1909 - 20 mei 1913       |                                                                                          |
|           | Mario García Menocal (1866-1941)              | 20 mei 1913 - 20 mei 1921           |                                                                                          |
|           | Alfredo Zayas (1861-1934)                     | 20 mei 1921 - 20 mei 1925           |                                                                                          |
|           | Gerardo Machado (1871-1939)                   | 20 mei 1925 - 24 augustus 1933      |                                                                                          |
|           | Alberto Herrera y Franchi (1874-1954)         | 12 augustus 1925 - 13 augustus 1933 | verving Gerardo Machado voor 8 maanden                                                   |
|           | Carlos Manuel de Céspedes Quesada (1871-1939) | 13 augustus 1933 - 5 september 1933 | Verving Gerardo Machado voor 12 dagen en was sinds 24 augustus 1933 waarnemend president |
|           | Ramón Grau San Martín (1881-1969)             | 5 t/m 10 september 1933             | Waarnemend president                                                                     |
|           | Ramón Grau San Martín (1881-1969)             | 10 september 1933 - 15 januari 1934 | 1e termijn als president                                                                 |
|           | Carlos Hevia (1900-1964)                      | 15 t/m 18 januari 1934              |                                                                                          |
|           | Manuel Márquez Sterling (1872-1934)           | 18 januari 1934                     |                                                                                          |
|           | Carlos Mendieta (1873-1960)                   | 18 januari 1934 - 11 december 1935  |                                                                                          |
|           | José Agripino Barnet (1864-1945)              | 11 december 1935 - 20 mei 1936      |                                                                                          |
|           | Miguel Mariano Gómez (1889-1950)              | 20 mei 1936 - 24 december 1936      |                                                                                          |
|           | Federico Laredo Brú (1875-1946)               | 24 december 1936 - 10 oktober 1940  |                                                                                          |

### Tweede Republiek van Cuba (1940–1976)
| President | President                                 | Ambtstermijn                      |
| --------- | ----------------------------------------- | --------------------------------- |
|           | Fulgencio Batista (1901-1973)             | 10 oktober 1940 - 10 oktober 1944 |
|           | Ramón Grau San Martín (1881-1969)         | 10 oktober 1944 - 10 oktober 1948 |
|           | Carlos Prío Socarrás (1903-1977)          | 10 oktober 1948 - 10 maart 1952   |
|           | Fulgencio Batista (1901-1973)             | 10 maart 1952 - 1 januari 1959    |
|           | Anselmo Alliegro (1899-1961) (waarnemend) | 1 t/m 2 januari 1959              |
|           | Manuel Urrutia Lleó (1901-1981)           | 3 januari 1959 - 17 juli 1959     |
|           | Osvaldo Dorticós Torrado (1919-1983)      | 18 juli 1959 - 2 december 1976    |

### Derde Republiek Cuba (1976–heden)
| President | President                | Ambtstermijn                       | Bijzonderheid                                                      |
| --------- | ------------------------ | ---------------------------------- | ------------------------------------------------------------------ |
|           | Fidel Castro (1926-2016) | 2 december 1976 - 24 februari 2008 |                                                                    |
|           | Raúl Castro (1931)       | 24 februari 2008 - 19 april 2018   | Was van 1 augustus 2006 tot 24 februari 2008 waarnemend president. |
|           | Miguel Díaz-Canel (1960) | 19 april 2018 - heden              |                                                                    |